# John Rillie
John Peter Rillie (Toowoomba, 4 novembre 1971) è un ex cestista e allenatore di pallacanestro australiano.

## Carriera
Con l'Australia ha disputato i Campionati oceaniani del 2003 e i Giochi olimpici di Atene 2004.